# Bolívar (Guipúzcoa)
Bolívar es una entidad de población española del municipio de Escoriaza, perteneciente a la provincia de Guipúzcoa, en la comunidad autónoma del País Vasco.

## Toponimia
El lugar puede aparecer referido como «Bolívar», «Bolibar» y «Ugazua».

## Historia
Hacia mediados del siglo XIX, el lugar, una anteiglesia ya por entonces perteneciente a Escoriaza, tenía contabilizada una población de doscientos habitantes. Aparece descrito en el cuarto volumen del Diccionario geográfico-estadístico-histórico de España y sus posesiones de Ultramar de Pascual Madoz con las siguientes palabras:

BOLIVAR ó UGAZUA: anteigl. en la prov. de Guipúzcoa, part. jud. de Vergara, dióc. de Calahorra, térm. municipal de Escoriaza (V.): sit. entre los r. Deva y Bolivar, á 1/2 leg. S. de dicha v. en el fondo del valle de Leniz, circuido de elevados montes menos por NO.; sin embargo, la ventilacion es libre y el clima sano. Tiene 31 casas dispersas, pero no muy dist. entre si; y una parr. (San Miguel) servida por un cura. El terreno en lo general llano, es bastante fértil; le cruza el mencionado r. Bolivar, cuyas aguas dan impulso á 2 molinos harineros, y sobre él hay otros tantos puentes. prod.: trigo, cebada, avena, castañas, nueces, maiz, alubias, nabos, lino, manzanas y otras frutas; se cria ganado vacuno, lanar y cabrio, y hay caza de varias clases. pobl.: 31 vec., 200 alm. contr. con el ayunt. Antes de la abolicion de los diezmos correspondia el de este pueblo al conde de Oñate, quien pagaba 250 ducados anuales al cura cuyo nombramiento realizaba.
(Madoz, 1846, p. 382)

En 2022, tenía empadronados 119 habitantes.